# Amatissa monochroa
Amatissa monochroa är en fjärilsart som beskrevs av George Francis Hampson. Amatissa monochroa ingår i släktet Amatissa och familjen säckspinnare. Inga underarter finns listade i Catalogue of Life.